# Park Jin-young (sinh 1994)
Park Jin-young (Hangul: 박진영, Hanja: 朴珍榮, Hán Việt: Phác Trân Vinh, sinh ngày 22 tháng 9 năm 1994), trước đây còn được biết đến với nghệ danh Junior, là một nam ca sĩ, diễn viên, người dẫn chương trình người Hàn Quốc. Anh được biết đến là thành viên của nhóm nhạc Got7 và JJ Project.

## Tiểu sử
Jin-young sinh ra tại Jinhae-gu, Hàn Quốc. Jin-young và JB trở thành thực tập sinh của JYP Entertainment thông qua JYP Audition 2009, sau đó được đào tạo 2 năm 6 tháng và chính thức ra mắt với công chúng. Anh tốt nghiệp trường trung học Kyunggi và hiện đang học tại Đại học Howon chuyên ngành thiết kế sân khấu. Anh có thể nói các ngoại ngữ Anh và Nhật.

## Nghệ danh
Ban đầu anh được biết đến với nghệ danh Jr. (tên viết tắt của Junior). Ngày 16 tháng 8 năm 2016 anh chính thức hoạt động với tên thật của mình là Jinyoung, được biết anh đổi sang hoạt động với tên thật của mình là do nhiều người nhầm lẫn cách phát âm Jr. (Junior) thành JR (jay-ar) và cũng vì để thuận lợi cho nhiều hoạt động lĩnh vực khác sau này.

## Sự nghiệp

### Trước khi ra mắt
JB và Jinyoung trở thành thực tập sinh của JYP Entertainment sau khi giành hạng 1 tại JYP Audition 2009. Trong quá trình làm thực tập sinh, bộ đôi đã xuất hiện trong video " Tasty San" của Rapper San E.
Tháng 3 năm 2012, Jin-young và JB được thông báo sẽ ra mắt dưới danh nghĩa nhóm nhạc JJ Project từ bộ phim "Dream High 2" được quản lý bởi JYP Entertainment.
Ngày 29 tháng 2 năm 2012, Jin-young cùng Jinwoon, Kang So Ra và Kim Ji-soo phát hành bài hát "We Are The B" - nhạc phim Dream High 2 cho đài KBS.

### 2012: Ra mắt với JJ Project
Ngày 8 tháng 5, JYP Entertainment đã tung ra một trang web mới cho JJ Project cùng với một trang Facebook chính thức và YouTube Channel. Một teaser video có tên "JJ Project Slot Machine" cũng được phát hành.
Ngày 09 tháng 5, một teaser video khác, "JYP 007" đã được tải lên thông qua tài khoản YouTube chính thức của JJ Project.
Ngày 13, JYP Entertainment đã phát hành một teaser video "Time 2 JJ".
Ngày 14 tháng 5, bìa album và danh sách ca khúc của " Bounce" được tiết lộ trong khi việc sản xuất album đã hoàn tất và được phát hành vào ngày 20 tháng 5.
Ngày 15 tháng 5, Teaser photos của JJ Project được công bố thông qua tài khoản Twitter chính thức của JYP Entertainment.
Ngày 17 tháng 5, teaser cuối cùng được JYP Entertainment phát hành và ngày 19 tháng 5, video chính thức của ca khúc chủ đề "Bounce" được phát hành thông qua tài khoản Youtube chính thức của JJ Project.
Ngày 24 tháng 5 quảng bá "Bounce" trên M!Countdown.

### 2014-nay: Thành viên GOT7
Ngày 16 tháng 1 năm 2014, Jin-young và JB được thông báo sẽ ra mắt như hai thành viên của nhóm nhạc bảy thành viên GOT7.
Ngày 7 tháng 1 năm 2014, JYP phát hành những hình ảnh teaser cho Jin-young cùng những hình ảnh teaser của 2 thành viên Young Jae và BamBam.
Ngày 14 tháng 1 năm 2014 phát hành bài hát đầu tay cùng MV "Girls Girls Girls".

### Hoạt động cá Nhân
2012, tham gia phim truyền hình đầu tiên với vai trò vai phụ trong 'Dream High 2'.
2015, tham gia làm mẫu chụp cho tạp chí ''Singles'' ấn phẩm tháng 7. Đây cũng là thành viên đầu tiên của GOT7 có dự án solo chụp ảnh cho tạp chí.
2016, tham gia phim điện ảnh đầu tiên với vai trò vai chính trong ''Snow Flurries''.

## Danh sách đĩa nhạc

### Nhạc
| Năm  | Album              | Bài hát        | Link | Chú thích |
| ---- | ------------------ | -------------- | ---- | --------- |
| 2012 | Dream High 2 OST   | "B Class Life" | [x]  |           |
| 2012 | Dream High 2 OST   | "Balloons"     | [x]  |           |
| 2018 | Top Management OST | "Hold Me"      | [x]  |           |

## Phim

### Phim điện ảnh
| Năm  | Tiêu đề       | Vai trò            | Hãng phim   | Ghi chú |
| ---- | ------------- | ------------------ | ----------- | ------- |
| 2016 | Snow Flurries | Minsik (vai chính) | Myung Films |         |

### Phim truyền hình
| Năm  | Tiêu đề                            | Vai trò                | Kênh        | Ghi chú                                                       |
| ---- | ---------------------------------- | ---------------------- | ----------- | ------------------------------------------------------------- |
| 2012 | Dream High 2                       | Jung Ui Bong (vai phụ) | KBS         |                                                               |
| 2013 | When a Man Falls in Love           | Ddol Yi (vai phụ)      | MBC         |                                                               |
| 2015 | Dream Knight                       | Junior (vai chính)     | Youku Tudou | Phim truyền hình trực tuyến Hàn-Trung bởi JYPE và Youku Tudou |
| 2015 | Beloved Eun-dong                   | Hyunsoo (10s)          | JTBC        | Nhân vật thời trẻ của nhân vật chính                          |
| 2016 | The Legend of the Blue Sea         | Joonjae / Damlim       | SBS         | Nhân vật thời trẻ của nhân vật chính                          |
| 2017 | Magic School                       | Lee Na Ra              | JTBC        |                                                               |
| 2019 | He is psychometric                 | Lee Ahn (vai chính)    | tvN         | Nhân vật có khả năng ngoại cảm                                |
| 2019 | Melting Me Softly                  | Jang Woo Shin          | tvN         | Khách mời(ep14)                                               |
| 2020 | Khi hoa tình yêu nở                | Han Jae-hyun (lúc trẻ) | tvN         |                                                               |
| 2021 | Thẩm phán quỷ dữ                   | Kim Ga-on              | tvN         |                                                               |
| 2021 | Các tế bào của Yumi (Yumi's Cells) | Yoo Ba-bi/Bobby        | tvN         |                                                               |

### Chương trình thực tế
| Năm  | Tiêu đề                        | Kênh TV      | Ghi chú                                                |
| ---- | ------------------------------ | ------------ | ------------------------------------------------------ |
| 2012 | MTV Diary                      | SBS MTV      | JJ Project                                             |
| 2014 | After School Club              | Arirang      | Với Got7 (Tập 41)                                      |
| 2014 | King of Food                   | KBS          | 31 tháng 1 năm 2014                                    |
| 2014 | 1000 Song Challenge            | SBS          | Với JB, Jackson, Youngjae (Tập 289)                    |
| 2014 | Let's Go Dream Team 2          | KBS          | Với Youngjae (Tập 228)                                 |
| 2014 | Immortal Songs 2               | KBS          | Với Got7                                               |
| 2014 | I Got7                         | SBS MTV      | Với Got7 (Phát sóng trên Youku & Tudou)                |
| 2014 | Weekly Idol                    | MBC Every 1  | Với Got7 (Tập 146)                                     |
| 2014 | Quiz to Change the World       | MBC          | Với Jackson (Tập 252, 253, 256)                        |
| 2014 | A Song for You                 | KBS          | Với Got7 (Tập 2)                                       |
| 2014 | 1 vs. 100                      | KBS2         | Với JB                                                 |
| 2014 | Star King                      | SBS          | Với JB, Mark, Jackson (Tập 372, 373)                   |
| 2014 | M!Countdown Begins Open Studio | Mnet         | Với Got7                                               |
| 2014 | King of Ratings                | KBS          | Với Got7 (19 tháng 7 năm 2014)                         |
| 2014 | We Got Married                 | MBC          | Với JB, Youngjae, Bambam và Yugyeom (Tập27)            |
| 2015 | Roommate Season 2              | SBS          | Với Mark, Youngjae, Bambam và Yugyeom (S2 tập 14)      |
| 2016 | I Can Hear Your Voice mùa 3    | Mnet         | Thành viên hội thẩm                                    |
| 2016 | Weekly Idol                    | MBC Every 1  | Với Got7, BTOB, Twice,GFriend (Tập 261, kỉ niệm 5 năm) |
| 2016 | Weekly Idol                    | MBC Every 1  | Với Got7 (Tập 270)                                     |
| 2017 | Weekly Idol                    | MBC Every 1  | Với Got7 (Tập 294)                                     |
| 2017 | I Can Hear Your Voice mùa 4    | Mnet         | Với Got7 (Tập 4)                                       |
| 2017 | Singderella                    | A Channel    | Với Got7 (Tập 19)                                      |
| 2018 | Entertainment Weekly           | KBSEntertain | Với Got7                                               |
| 2018 | Knowing Bros                   | JTBC         | Với Got7 (Tập 118)                                     |
| 2018 | Weekly Idol                    | MBC Every 1  | Với Got7 (Tập 346)                                     |
| 2018 | Living together in empty room  | MBC          | Với P.O, Han Hye Yeon                                  |

### MC
| Ngày        | Kênh | Show             | Ghi chú                                                                                     |
| ----------- | ---- | ---------------- | ------------------------------------------------------------------------------------------- |
| 17/01/2014  | KBS  | Music Bank       | MC đặc biệt với JB                                                                          |
| 20/02/2014  | Mnet | M! Countdown     | MC đặc biệt với JB                                                                          |
| 13/04/2014  | SBS  | SBS Inkigayo     | MC đặc biệt với Kwanghee của ZE:A, Naeun của Apink, Lizzy của After School / Orange Caramel |
| 20/06/2014  | KBS  | Music Bank       | MC đặc biệt với Jimin của AOA                                                               |
| 12/07/2014  | MBC  | Show! Music Core | MC đặc biệt với Minho của Shinee, Kim Sohyun                                                |
| 25/12/2014  | Mnet | M! Countdown     | MC đặc biệt với JB, Jackson                                                                 |
| 2015 - 2016 | Mnet | M! Countdown     | MC chính thức với Bambam (đã tốt nghiệp)                                                    |
| 27/03/2016  | SBS  | SBS Inkigayo     | MC đặc biệt với Jackson, Kim Yoo-jung                                                       |
| 01/05/2016  | SBS  | SBS Inkigayo     | MC đặc biệt với Jackson, Dahyun của TWICE                                                   |
| 27/10/2016  | Mnet | M! Countdown     | MC đặc biệt với Bambam, Sejeong của I.O.I / Gugudan                                         |
| 2017-2018   | SBS  | SBS Inkigayo     | MC chính thức với Jisoo của Blackpink, Doyoung của NCT                                      |
| 20/05/2017  | Mnet | M! Countdown     | MC đặc biệt với Minhyuk của Monsta X                                                        |
| 15/03/2018  | Mnet | M! Countdown     | MC đặc biệt với Mark, BamBam, Yugyeom                                                       |

### Xuất hiện trong MV của nghệ sĩ khác
| Năm  | Tiêu đề   | Nghệ sĩ         | Video            |
| ---- | --------- | --------------- | ---------------- |
| 2010 | Tasty San | San E           | sane             |
| 2014 | Feel      | Lee Junho (2PM) | jypentertainment |
| 2015 | Speed Up  | Melody Day      | 1theK (원더케이) |

## Sáng tác

### Âm nhạc
| Năm  | Album/CD                                    | Bài hát                      | Chú thích                                          |
| ---- | ------------------------------------------- | ---------------------------- | -------------------------------------------------- |
| 2015 | MAD Winter Edition                          | 이.별 (Farewell / This Star) | Tham gia viết lời bài hát                          |
| 2016 | Flight Log: Departure                       | 못하겠어 (Can't)             | Tham gia viết lời, Rap Making và tham gia sản xuất |
| 2016 | Fly Tour                                    | Higher                       | Đồng sáng tác với Mark                             |
| 2016 | Flight Log: Turbulence                      | Mayday                       | Tham gia sáng tác và sản xuất                      |
| 2017 | Flight Log: Arrival                         | Paradise                     |                                                    |
| 2017 | Verse 2                                     | Coming Home                  |                                                    |
| 2017 | Verse 2                                     | 내일, 오늘 (Tomorrow, Today) | Tham gia viết lời                                  |
| 2017 | Verse 2                                     | On&On                        |                                                    |
| 2017 | Verse 2                                     | Don't Wanna Know             | Tham gia viết lời                                  |
| 2017 | Verse 2                                     | 그날 (The Day)               | Tham gia viết lời                                  |
| 2017 | Mini Album:7For7                            | Firework                     | Tham gia sáng tác và sản xuất                      |
| 2018 | Eyes On You                                 | Thank You                    | Tham gia sáng tác và sản xuất                      |
| 2018 | PRESENT: YOU                                | I Am Me                      | Tham gia sáng tác và viết lời                      |
| 2018 | PRESENT: YOU                                | My Youth                     | Tham gia sáng tác và viết lời                      |
| 2019 | SPINNING TOP: BETWEEN SECURITY & INSECURITY | 끝 (The End)                 | Tham gia sáng tác và viết lời                      |
| 2020 | DYE                                         | Love Me Better               | Tham gia viết lời                                  |
| 2020 | Breath Of Love: Last Piece                  | Wave                         | Tham gia sáng tác và viết lời                      |
| 2021 | Encore                                      | Encore                       | Tham gia sáng tác và viết lời                      |
| 2022 | GOT7                                        | Don't Care About Me          | Tham gia sáng tác và viết lời                      |

### Biên đạo nhảy
| Năm  | Album                 | Bài hát               | Chú thích                   |
| ---- | --------------------- | --------------------- | --------------------------- |
| 2014 | Got it?               | 따라와 (Follow Me)    |                             |
| 2015 | MAD                   | 니가 하면 (If You Do) | Đồng biên đạo với Yugyeom   |
| 2015 | Just Right            | Just Right            | Biên đạo phần "JUST FREEZE" |
| 2016 | Flight Log: Departure | 못하겠어 (Can't)      |                             |
| 2016 | Flight Log: Departure | Higher                |                             |
| 2017 | Flight Log: Arrival   | Paradise              |                             |

## Đại sứ thương hiệu
| Năm  | Thương hiệu            | Cùng với       | Ghi chú |
| ---- | ---------------------- | -------------- | ------- |
| 2012 | "Nana's B"             | JB             |         |
| 2012 | "TBJ"                  | JB             |         |
| 2012 | "Reebok's GL 6000"     | JB, Sohee      |         |
| 2014 | "Black Yak WALK FIT"   | GOT7           |         |
| 2014 | "Naturr Pop"           | GOT7           |         |
| 2014 | "SMART School Uniform" | GOT7           |         |
| 2014 | "Dewytree"             | GOT7           |         |
| 2014 | "J'ESTINA"             | GOT7           |         |
| 2015 | "SK Telecom"           | Seolhyun (AOA) |         |
| 2016 | "NBA Style"            | GOT7 & Twice   |         |
| 2016 | "It's Skin             | GOT7           |         |
| 2016 | "Bausch Lomb Lens"     | GOT7           |         |
| 2016 | "Est Cola"             | GOT7           |         |
| 2017 | "Taokaenoi"            | GOT7           |         |
| 2017 | "FWD Thailand"         | GOT7           |         |
| 2018 | "Shinsegae Duty Free"  | GOT7           |         |
| 2018 | "Adidas Originals"     | GOT7           |         |
| 2018 | "The Face Shop"        | GOT7           |         |
| 2022 | "MEDIHEAL"             |                |         |